# Krispy Kreme

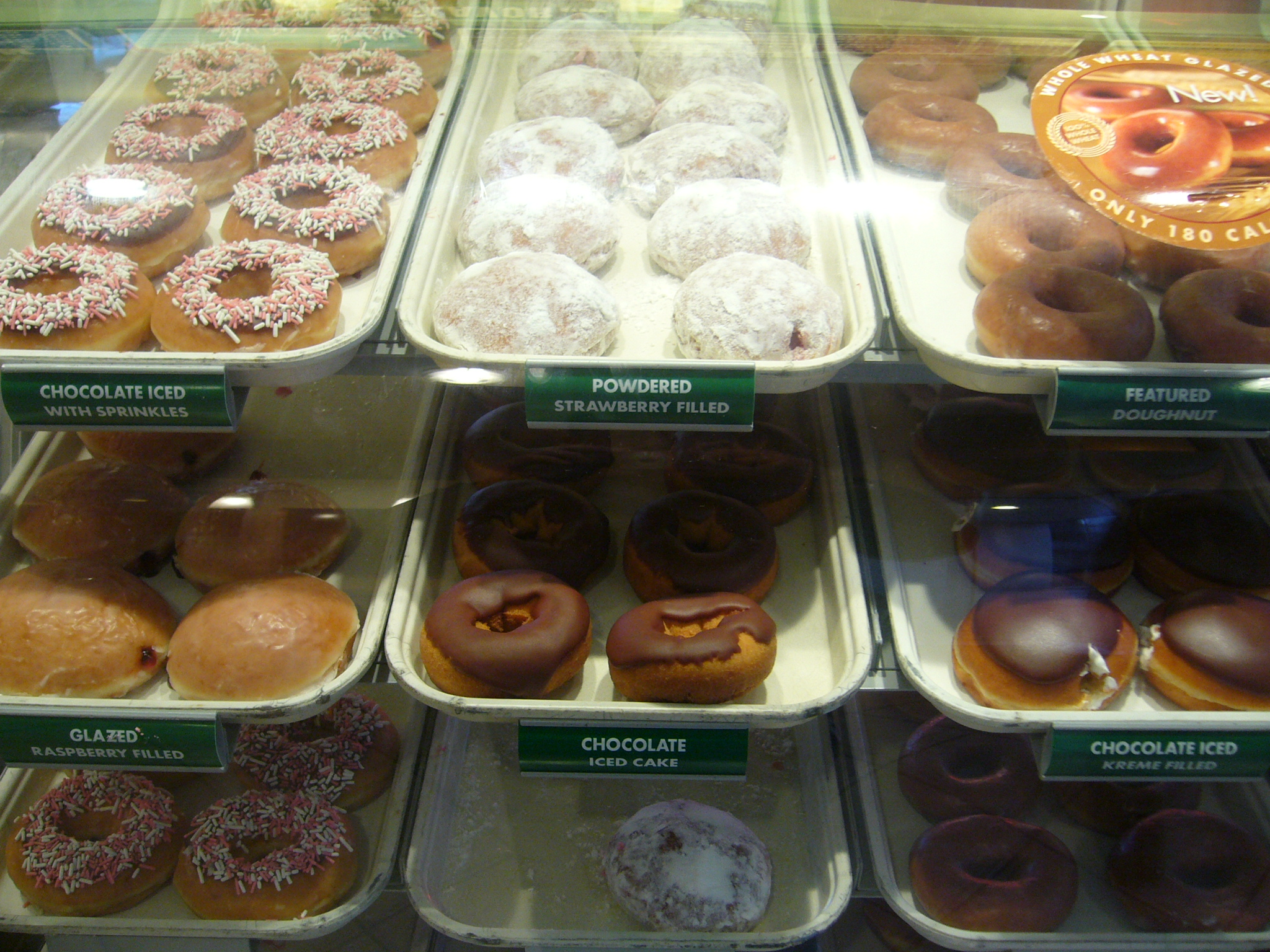
Variedades de dónuts de la marca.

Krispy Kreme es una  compañía multinacional de donas y cafeterías estadounidense fundada por Vernon Rudolph en 1937, con sede en Charlotte, Carolina del Norte (Estados Unidos). El grupo se fundó en 1937, y además de contar con restaurantes en la mayor parte del país, vende sus productos en gasolineras, centros comerciales e hipermercados como Walmart.
La cadena está presente en mercados internacionales, y compite en su sector con otros grupos como Dunkin' Donuts o Mister Donut.

## Historia
La cadena fue fundada por Vernon Rudolph, un cocinero que trabajó con su tío en una panadería de Kentucky, donde comenzó a preparar dónuts. El primer local llamado Krispy Kreme se abrió en 1933 en Nashville (Tennessee) con el apoyo de Vernon, pero pronto este vendería su participación. Con el dinero ganado, Vernon abrió en 1937 una tienda de dónut en Winston-Salem (Carolina del Norte), que se convirtió en el primer local reconocido de la marca. En ese tiempo, Rudolph vendía directamente los dónut a las tiendas, y más tarde comenzó a hacerlo individualmente.
Krispy Kreme inició su expansión a otros estados en 1946, y dos años después abrió una panificadora en Winston-Salem, donde preparaba la masa para dónuts que suministraba al resto de locales. A finales de la década, la cadena contaba con 29 establecimientos en 12 estados. Cuando Vernon Rudolph falleció en 1973, la cadena contaba con 94 locales propios y 25 en régimen de franquicia. 
Los herederos vendieron el grupo a Beatrice Foods Company. Dos años después de su muerte, en 1975, bajo su gestión se recortaron costes, se modificaron los ingredientes de los dónut e incluso se introdujeron nuevos productos como sándwiches. Las nuevas medidas frenaron el crecimiento de Krispy Kreme en los años 1980, cuando algunas de las franquicias más antiguas cerraron. En 1982, un grupo de franquiciados compró el grupo. Los nuevos propietarios apostaron por las ventas al mercado mayorista, la recuperación de la receta original y la venta de dónuts calientes, a los pocos minutos de su preparación. Esto último fue uno de sus mayores reclamos publicitarios.
El grupo continuó su expansión en los años 1990, y se estableció en el norte y oeste de los Estados Unidos a través de franquicias. En 2000, con 141 tiendas en 27 estados, Krispy Kreme salió a bolsa en el índice NASDAQ, y un año después entró en el New York Stock Exchange. En 2001, el grupo abrió su primer local fuera de los Estados Unidos, en Toronto (Canadá), y desde entonces se ha expandido a otros países, como México, la República Dominicana, Puerto Rico, Etiopía, Catar, la India, Japón, Panamá, Australia, Guatemala, Costa Rica, Chile y próximamente a Sudáfrica y Ecuador.
El importe mínimo de inversión requerido para abrir una franquicia Krispy Kreme es de 440.500 dólares y puede llegar hasta los 4.115.000 dólares.